# Conjestina Achieng'
Conjestina Achieng' est une boxeuse kényane. Elle est la première africaine à avoir remporté un titre mondial (Global Boxing Union).

## Jeunesse
Fille de Clement, Adalol Achieng' et de Gertrude, Auma ; elle nait le 20 octobre 1977 dans le village de Umiru près de Yala dans la province de Nyanza au Kenya et est la cinquième d'une fratrie de dix enfants.
Déjà à la Saint Jesus Primary School de Yala, à l'âge de 9 ans, elle s'intéresse au sport et pratique le football. Au contact de deux de ses oncles maternels et son frère ainé Joseph, Kusimba qui, tous trois, ont été boxeurs, elle est très vite attirée par ce sport et son père l'encourage dans cette voie.

Dès la fin de ses études secondaires à la Ng'iya Girls Hight School de Ng'iya, elle suit les entrainements de l'école de boxe de son frère Joseph à Mathare.

## Carrière
C'est en 2000 qu'elle commence sa carrière en tant qu'amateur.

Après sept combats, elle entame sa carrière professionnelle, à Nairobi, le 8 juin 2002 en battant Naomi Wanjiku par KO technique après quatre reprises. Poids moyens au départ, elle passe dans la catégorie des super-moyens en 2008. Fin 2010, elle classée 4e au rang mondial dans sa catégorie.

### Combats pour un titre mondial
- Global Boxing Union (GBU) :
  - le 19 décembre 2004, à Nairobi, elle bat Fiona Tugume en dix reprises par décision des juges ;
  - le 20 janvier 2007, à Mombasa, elle est battue par Laura Ramsey en six reprises par KO technique.
- Women's International Boxing Federation (WIBF) :
  - le 21 août 2005, à Nairobi, elle bat Monica Mwakasanga en neuf reprises par KO technique ;
  - le 11 juillet 2008, à Cuxhaven, elle est battue par Natascha Ragosina en dix reprises par décision des juges.
- World Boxing Council (WBC) :
  - le 1er avril 2006, à Nairobi, elle est battue par Yvonne Reis en dix reprises par décision des juges ;
  - le 28 novembre 2008, à Magdebourg, elle est battue par Natascha Ragosina en dix reprises par décision des juges

### École de boxe
Dans le cadre de sa fondation The Conjestina Foundation basée à Nairobi, elle entraine personnellement des adolescents et adolescentes âgés de plus de 18 ans

## Vie privée
Mère célibataire, elle est la maman d'un garçon prénommé Chartone Otieno.
Passionnée pour le dessin et la peinture, elle peint lors de ses loisirs et s'occupe de donner des cours de défense personnelle aux enfants dans les écoles des bidonvilles de Nairobi,.